# Maschinenfabrik Goebel

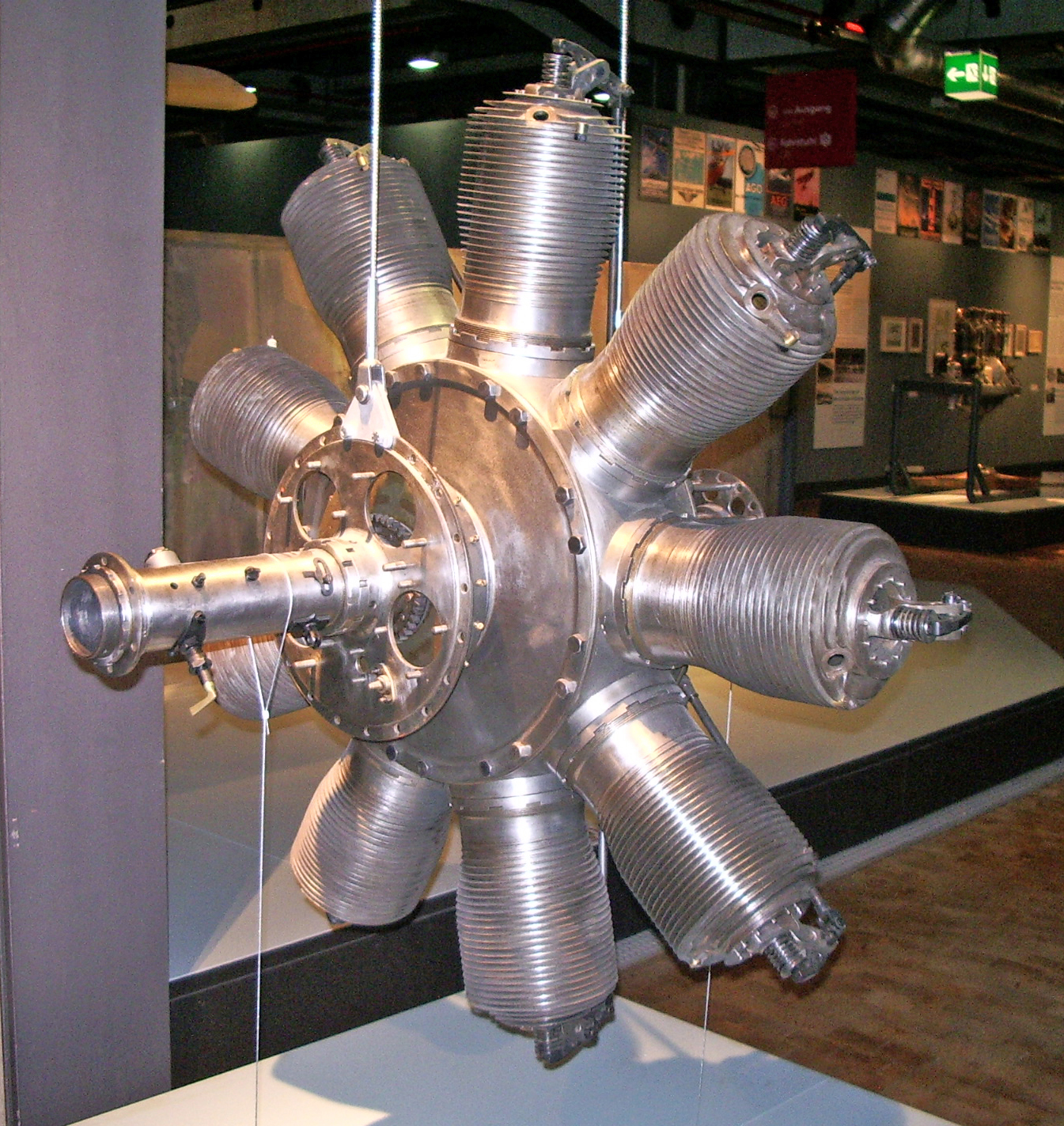
Flugzeugmotor Goebel Goe III

Die 1851 gegründete Maschinenfabrik Goebel war ein in Darmstadt ansässiges Maschinenbau-Unternehmen, ausgerichtet auf die Produktion von Maschinen für den Spezialdruck und solchen zum Schneiden von Papierrollen. Im Jahr 2020 wurde ein allein am Gründungsort verbliebener Bereich Konstruktion eines Nachfolgeunternehmens auf 40 Mitarbeiter verkleinert.

## Geschichte

### Gründung und Aufbau
Johann Georg Goebel (1830–1900) übernahm 1864 die Pumpen- und Waagen-Produktion des Peter Gandenberger, seines Schwiegervaters, wo er bereits seit 1856 Teilhaber war. Wegen Platzproblemen wurde der Betrieb 1888 von der Schützenstraße in Darmstadt auf ein 3800 m² großes Areal zwischen heutiger Bismarck- und Mornewegstraße verlegt. Hergestellt wurden Fahrkarten-Druckmaschinen. Papierschneidemaschinen kamen hinzu sowie 1911 eine Rotationsdruckpresse zum Druck von Briefmarken. Wichtig wurde das Auslandsgeschäft, doch kam jenes im Ersten Weltkrieg fast vollständig zum Erliegen. Dennoch entwickelte Goebel einen Umlaufmotor für Flugzeuge. In der Zwischenkriegszeit sollten Setzmaschinen mit einer Lizenz der Linograph Comp. (Davenport/Ohio) zum Angebot hinzukommen, wozu die erforderlichen Produktionsmittel angeschafft wurden. Eine mögliche Patentrechtsverletzung ließ das Projekt jedoch scheitern, wodurch das Unternehmen dem Ruin nahe kam.
Die Maschinenfabrik wurde in eine Aktiengesellschaft umgewandelt und in der Leitung Georg Goebel (Enkel von J. G. Goebel) durch Wilhelm Köhler abgelöst. Dessen Art der Unternehmensführung war als patriarchalisch zu bezeichnen.

### NS-Zeit und Krieg
Von Oktober 1941 bis März 1945 beschäftigte Goebel 129 Kriegsgefangene (55 Franzosen und 74 Russen) sowie 144 russische und 99 französische Zwangsarbeiter, da wie in anderen Betrieben eigenes Personal zum Kriegsdienst eingezogen war. Wie es heißt, existierte bei Goebel eine Gruppe um den Kommunisten Hans Otto Fillsack, die diese Menschen durch heimliche Zuteilung von Essen und Tabak unterstützte. Ihre Hauptaufgabe sah diese Gruppe darin, die Rüstungsproduktion zu verzögern, indem sie vorsätzlich Betriebsstörungen und damit verbundene zeitraubende Reparaturen verursachte. Nahe dem Hauptbahnhof gelegen, wurde die Maschinenfabrik Goebel am 12. Dezember 1944 von Bomben getroffen, blieb aber weitgehend intakt.

### Entwicklung nach 1945
Nach 1945 erlebte sie ein stetiges Wachstum und brachte es 1990 auf den Höchstwert von etwa 1400 Mitarbeitern. Trotzdem kam es 1990 zur Insolvenz, die das Unternehmen in die Goebel Schneid- und Wickeltechnik GmbH und die größere Goebel Graphic Machines zerfallen ließ. Jene Druckmaschinensparte kaufte 2001 ein niederländischer Konkurrent, es entstand die Drent-Goebel-Gruppe, aus der Goebel allerdings 2009 wieder in die Unabhängigkeit entlassen wurde.
Für Goebels weiteren Gang spielte die Marke IMS eine Rolle: In Italien 1954 gegründet als Maschinenwerkstatt bei einer Fabrik, die Spezialkarton herstellte, wurde IMS im Jahr 2000 von Deltamatic (Italien, gegr. 1983) übernommen, es entstand die IMS Deltamatic Group. Unter dem Markennamen Goebel IMS gehörte zu jener seit 2013 die Goebel Schneid- und Wickeltechnik. Schließlich wurde aus IMS Deltamatic (2017 aufgekauft von Coeclerici) die IMS Technologies, die 2020 die Produktion der Goebel-Maschinen nach Norditalien verlegten und in Darmstadt nur ein Konstruktionsbüro mit 40 Mitarbeitern beließen. Auch im Bereich Druckmaschinen verschwand die Produktion aus Darmstadt. Es verblieb eine „Denkfabrik für Forschung und Entwicklung“ als Tochterunternehmen der in Baar (Schweiz) ansässigen Goebel Capital GmbH. 2015 hatte der Investor Manuel Vogel 100 Prozent der Goebel-Aktien übernommen.